# Céline (chanson)
Céline est une chanson écrite et composée par Vline Buggy, Mort Shuman et Hugues Aufray qui en est l'interprète. Elle sort en 1966 sur un EP (ou super 45 tours) de quatre titres où figure également un autre succès Stewball.

## Histoire
Les deux autres titres du EP sont Les Mercenaires et Le Bon Dieu s'ennuyait.
Avant d'être interprétée par Hugues Aufray, Céline avait été proposée à Claude François et Richard Anthony qui la refusèrent. 
Avec le succès de la chanson (plus de 200 000 exemplaires vendus en France), le prénom Céline devient populaire, et Céline Dion, née en 1968, est prénommée d'après la chanson,.
En 1985, la chanson a fait l'objet d'une reprise par Gilles Marchal.